# Isco
Isco [ˈisko] (* 21. April 1992 in Benalmádena; bürgerlich Francisco Román Alarcón Suárez) ist ein spanischer Fußballspieler. Der offensive Mittelfeldspieler stammt aus der Jugend des FC Valencia und machte dort seine ersten Schritte im Profifußball. Nach zwei Jahren beim FC Málaga wechselte Isco 2013 zu Real Madrid. Dort gewann er bis 2022 u. a. dreimal die spanische Meisterschaft und viermal die Champions League. Von 2013 bis 2019 spielte er zudem für die spanische Nationalmannschaft.

## Karriere

### Vereine
Isco wurde in der Provinz Málaga geboren und begann seine Laufbahn mit fünf Jahren bei Patronato Deportivo Municipal Benalmádena in der Altersklasse Prebenjamín (U-8). Zwei Jahre später wechselte er zu Atlético Benamiel, einem Verein aus dem Ortsteil Arroyo de la Miel in Benalmádena. Im Alter von 14 Jahren gelangte Isco zum FC Valencia, für dessen Jugendmannschaften er von 2006 an spielte. Ab der Saison 2009/10 gehörte er dem Kader der zweiten Mannschaft an, für die er in der Segunda División B in zwei Spielzeiten 52 Ligaspiele bestritt und 16 Tore erzielte. Am 14. November 2010 debütierte Isco im Rahmen eines 2:0-Heimsieges gegen den FC Getafe als Einwechselspieler in der Primera División. In dieser Rolle bestritt er in der Saison 2010/11 insgesamt vier Erstligaspiele.
Zur Saison 2011/12 wechselte Isco zum Ligakonkurrenten FC Málaga in seine Heimat. Anfangs erneut nur als Einwechselspieler eingesetzt, rückte Isco bei seinem neuen Verein schnell in die Stammformation auf. Am 21. November 2011 schoss er für die Andalusier beim 3:1-Auswärtssieg gegen Racing Santander sein erstes Tor in der Primera División. Im weiteren Saisonverlauf entwickelte sich Isco zu einem der „Shooting-Stars“ der Liga. Er bestritt 32 Ligaspiele, schoss fünf Tore und erhielt die Auszeichnung des Golden Boy als bester Nachwuchsspieler Europas. Mit dem FC Málaga erreichte er den vierten Tabellenplatz. Daraufhin qualifizierte sich der Klub über die Play-Off Runde erstmals in der Vereinsgeschichte für die UEFA Champions League. In der Spielzeit 2012/13 etablierte sich Isco trotz seines jungen Alters als Leistungsträger seiner Mannschaft. Er bestritt insgesamt 47 Pflichtspiele, erzielte zwölf Tore und erreichte mit Málaga als Debütant und Außenseiter das Viertelfinale der Champions League.
Zur Saison 2013/14 wechselte Isco zum spanischen Rekordmeister Real Madrid. Er unterschrieb einen Fünfjahresvertrag bis Juni 2018. In seinem Ligadebüt für die Königlichen erzielte Isco den 2:1-Siegtreffer gegen Betis Sevilla. Gleich in seiner ersten Saison gewann er unter Carlo Ancelotti die UEFA Champions League 2013/14 und war dabei mit 12 Einsätzen und drei Toren einer der Leistungsträger. Obwohl er in keiner seiner ersten fünf Spielzeiten in Madrid weniger als 30 Ligaspiele bestritt und aufgrund seiner starken Technik, Ästhetik und Ruhe am Ball zum Publikumsliebling avancierte, war Isco selten ein unangefochtener Stammspieler. Speziell in den Spielzeiten 2016/17 und 2017/18 kämpfte er sich jeweils erst gegen Saisonende zurück in die Startformation. Im September 2017 verlängerte er seinen Vertrag vorzeitig bis 2022. Er war ein wichtiger Bestandteil der Mannschaft, die unter Trainer Zinédine Zidane zwischen 2016 und 2018 drei weitere Champions-League-Titel gewann und stand bei den Finalspielen 2017 und 2018 in der Startelf. 2017, 2020 und 2022 gewann er mit dem Klub zudem die spanische Meisterschaft.
Kurz vor dem Beginn der Saison 2022/23 schloss sich Isco dem FC Sevilla an, bei dem er einen Vertrag bis zum 30. Juni 2024 unterschrieb. Der andalusische Verein, jahrelang zur erweiterten nationalen Spitze in Spanien gehörend, startete schlecht in die Saison. Isco hatte dort unter Trainer Julen Lopetegui, unter dem er bereits in der spanischen Nationalmannschaft gespielt hatte, erst ab dem vierten Spieltag einen Platz in der Startelf und agierte fortan auf verschiedenen Positionen in Mittelfeld und Angriff. Bereits Anfang Oktober erfolgte aufgrund der anhaltenden Erfolglosigkeit des Vereins die Entlassung des Trainers, Nachfolger wurde der Argentinier Jorge Sampaoli, unter dem Isco ebenfalls einen Stammplatz innehatte. Zum Zeitpunkt der aufgrund der WM in Katar erfolgten Saisonunterbrechung im November stand der im Vorjahr viertplatzierte FC Sevilla auf einem Abstiegsplatz und war auch aus der Champions League in die Europa League abgestiegen. Nach insgesamt 19 Einsätzen einigte sich Isco mit dem Verein Ende Dezember 2022 auf eine Vertragsauflösung.
Ende Januar 2023 wollte sich Isco kurz vor dem Ende der Transferperiode in der Bundesliga dem 1. FC Union Berlin anschließen. Er reiste nach Berlin und absolvierte den Medizincheck. Jedoch konnten sich der Verein und Iscos Berater-Agentur nicht auf einen Vertrag einigen; beide warfen sich gegenseitig vor, zuvor getroffene Vereinbarungen bei den letzten Verhandlungen nicht eingehalten zu haben.
Im Sommer 2023 wechselte er zu Betis Sevilla und unterschrieb dort einen Einjahresvertrag.

### Nationalmannschaft
Isco kam ab der U16-Nationalmannschaft für alle spanischen Juniorennationalmannschaften zum Einsatz und nahm an der U17-Weltmeisterschaft 2009 (6 Spiele, 3 Tore) und der U20-Weltmeisterschaft 2011 (4 Spiele, 1 Tor) teil. Am 15. Mai 2012 wurde er von Vicente del Bosque in den erweiterten Kader der A-Nationalmannschaft für die Europameisterschaft 2012 aufgenommen, anschließend aber nicht für den endgültigen Kader nominiert. 2012 nahm er am olympischen Fußballturnier teil, in dem er mit der Auswahlmannschaft bereits nach der Vorrunde ausschied. Am 6. Februar 2013 gab er beim 3:1-Testspielsieg gegen Uruguay als Einwechselspieler sein A-Länderspiel-Debüt. Im Juni 2013 nahm er mit der U21-Nationalmannschaft an der Europameisterschaft teil, wurde in allen fünf Turnierspielen eingesetzt und erzielte drei Tore, darunter auch den Treffer zum zwischenzeitlichen 4:1 beim 4:2-Finalsieg gegen Italien. Vicente del Bosque verzichtete auf eine Nominierung Iscos zur Weltmeisterschaft 2014 und Europameisterschaft 2016. In der Qualifikation zur EM 2016 erzielte Isco gegen Belarus am 15. November 2014 seinen ersten Treffer in der A-Nationalmannschaft und im Freundschaftsspiel gegen Argentinien am 27. März 2018 erzielte er seinen ersten Hattrick in der spanischen Auswahl. 2018 wurde er von dem Trainer der Nationalelf Julen Lopetegui in den WM-Kader berufen. Im Vorrundenspiel gegen Marokko erzielte er der zwischenzeitlichen Ausgleichstreffer zum 1:1 (Endstand: 2:2). Im weiteren Verlauf des Turniers schied Spanien im Achtelfinale nach Elfmeterschießen gegen die gastgebende Mannschaft Russlands aus. Isco bestritt bis Juni 2019 noch sechs weitere Länderspiele, wurde seitdem aber nicht mehr in die Nationalmannschaft berufen.
Am 8. Juni 2025 gab Isco unter Luis de la Fuente nach sechs Jahren sein Comeback, als er bei der Niederlage im Finale der UEFA Nations League 2024/25 im Laufe der zweiten Halbzeit eingewechselt wurde.

## Titel und Auszeichnungen

### Vereine
International
- Champions-League-Sieger (4): 2014, 2016, 2017, 2018
- Klub-Weltmeister (4): 2014, 2016, 2017, 2018
- UEFA-Super-Cup-Sieger (3): 2014, 2016, 2017

Spanien
- Meister (3): 2017, 2020, 2022
- Pokalsieger: 2014
- Supercupsieger (2): 2017, 2020

### Nationalmannschaft
- U21-Europameister: 2013

### Auszeichnungen
- Golden Boy: 2012
- Trofeo Bravo: 2013
- Spieler des Monats der Primera División (2): April 2024, März 2025